# 楊憲龍
楊憲龍（1967年—），中華民國（台灣）政治人物，彰化縣人，前任彰化縣秀水鄉鄉民代表，曾是槍擊要犯。

## 持槍砸店
2013年4月25日，楊憲龍召集6名黑道份子持重槍械狂轟彰化市民宅50多槍，有3名民眾分別受到輕重傷。2014年3月，楊憲龍才獲得新臺幣300萬元交保，但本月底又集結多名黑幫份子於秀水鄉彰平路的餐飲店追殺一名被害人並砸店，恐嚇店家與店員不得報案。

## 持槍攻擊警局
綽號「老龍」的楊憲龍，曾跟同輩的黑道份子涂世雄一起持槍狂轟彰化縣警察局彰化分局大門與在臺灣省政府警政廳、台中市政府警察局門前開槍，後被捕入獄。